# Aspona
Aspona (auch Aspuna, altgriechisch Ἄσπονα) war eine antike Stadt in der kleinasiatischen Landschaft Galatien in der heutigen Türkei. Sie lag an der Straße von Ancyra nach Caesarea, der genaue Ort ist jedoch unbekannt.
Aspona wird in Itinerarien und bei dem spätantiken Historiker Ammianus Marcellinus erwähnt. In der Spätantike war es Sitz eines Bischofs. Auf das Bistum geht das Titularbistum Aspona der römisch-katholischen Kirche zurück.